# 갈라파고스주

갈라파고스 주의 위치

갈라파고스주(스페인어: Provincia de Galápagos)는 에콰도르 도서 지역에 위치한 주로 주도는 산크리스토발 섬에 있는 푸에르토바케리소모레노(Puerto Baquerizo Moreno)이며 면적은 8,010km2, 인구는 25,124명(2010년 기준), 인구 밀도는 0.56명/km2이다. 대륙에서 서쪽 해안으로 약 1,000km가량 떨어진 갈라파고스 제도에 위치하고 있다. 1973년 2월 18일에 신설되었으며 3개 지방 자치체를 관할한다.
이 지방은 적도 부근에 있는 작은 화산섬들의 군집인 갈라파고스 제도를 관리한다. 갈라파고스 제도는 찰스 다윈의 《진화론》으로 유명해진 유일한 생물다양성으로 수백년간 전 세계의 사람들을 사로잡았다.

주기

## 행정 구분
이 지방은 세 개의 칸톤(canton)으로 나뉘며 다음과 같다.
| 칸톤(Canton)      | 인구   | 면적 (km2) | 주도                   | 주요 섬                                                                                      |
| ----------------- | ------ | ---------- | ---------------------- | -------------------------------------------------------------------------------------------- |
| 이사벨라 칸톤     | 1,780  | 5,368      | 푸에르토비야밀         | - 이사벨라 * - 다윈섬 - 페르난디나 - 울프                                                    |
| 산크리스토발 칸톤 | 6,142  | 849        | 푸에르토바케리소모레노 | - 산크리스토발 ** - 에스파뇰라 - 플로레아나 - 헤노베사 - 산타페                              |
| 산타크루스 칸톤   | 11,262 | 1,794      | 푸에르토아요라         | - 산타크루스 * - 발트라 - 바르톨로메 - 마르체나 - 북시모어 - 핀타 - 핀손 - 라비다 - 산티아고 |
| 갈라파고스        | 19,184 | 8011       | 푸에르토바케리소모레노 | [ 1 ]                                                                                        |

*는 칸톤의 주도가 있는 섬, **는 갈라파고스의 주도가 있는 섬

## 같이 보기
- 에콰도르의 주